# A Phi chính truyện
A Phi chính truyện (chữ Hán phồn thể: 阿飛正傳; giản thể: 阿飞正传; tiếng Anh: Days of Being Wild hay The True Story of Ah Fei) là một bộ phim nghệ thuật của Hồng Kông, phát hành năm 1991, đạo diễn Vương Gia Vệ. Đây được xem là một trong những bộ phim kinh điển của Hồng Kông. Phim xếp thứ 3 trong danh sách "100 bộ phim Trung Quốc xuất sắc nhất mọi thời đại" do các nhà phê bình phim Hồng Kông bình chọn năm 2005, xếp thứ 4 trong danh sách "100 bộ phim Trung Quốc xuất sắc nhất mọi thời đại" do các nhà phê bình phim Đài Loan bình chọn năm 2011 và xếp thứ 2 trong danh sách phim yêu thích do khán giả Hồng Kông bình chọn, chỉ sau Bá vương biệt cơ.

## Cốt truyện - Nhận định
A Phi chính truyện là bộ phim mở đầu cho dòng phim nghệ thuật của Vương Gia Vệ, nối tiếp nội dung của bộ phim này, Vương Gia Vệ đã thực hiện Tâm trạng khi yêu (2000) và 2046 (2004). Giống như hầu hết các bộ phim nghệ thuật của Vương Gia Vệ, A Phi chính truyện không có một cốt truyện liền mạch hay các tình tiết gay cấn, mà chủ yếu dựa vào tâm lý nhân vật để thể hiện nội dung của mình.
Phim lấy bối cảnh Hồng Kông và Philippines vào những năm 1960. Yuddy (Húc Tử - Trương Quốc Vinh) là một playboy sành sỏi trong việc tán tỉnh các cô gái. Nạn nhân đầu tiên của anh ta là Tô Lệ Trân (Trương Mạn Ngọc), một cô gái chân chất và khá tin vào tình yêu lý tưởng cũng như một viễn cảnh tốt đẹp với Yuddy, sau đó không thể nào tránh khỏi suy sụp nặng nề khi bị Yuddy bỏ rơi. Người yêu thứ hai của Yuddy là Mimi (Lưu Gia Linh), một vũ công với cá tính hoàn toàn trái ngược với Tô Lệ Trân - thế nhưng dù rất quyết liệt và ra sức đấu tranh cho tình yêu của mình, Mimi cũng không thể giữ được Yuddy - người vẫn mãi ôm nỗi ám ảnh tình cảm vì bị mẹ mình bỏ rơi từ nhỏ… Xen vào câu chuyện này là sự xuất hiện của cảnh sát viên Tide (Lưu Đức Hoa) - người tình cờ trở thành đối tượng thổ lộ nỗi đau của Tô Lệ Trân về Yuddy, và Zeb (Trương Học Hữu) - bạn thân của Yuddy, người thầm yêu Mimi ngay từ cái nhìn đầu tiên. Vai diễn không lời thoại trong cảnh cuối của phim do Lương Triều Vĩ đảm nhận, là nhân vật chính trong hai bộ phim nối tiếp sau này: Tâm trạng khi yêu và 2046.
Cốt truyện khá đơn giản và quen thuộc, nhưng điều đặc biệt là A Phi chính truyện đã diễn tả nó theo một cách hoàn toàn khác biệt. Phá hủy cách làm phim lúc bấy giờ, Vương Gia Vệ chủ yếu dựa vào tâm lý nhân vật và những lời thoại trọng yếu (nhân vật tự sự), kết hợp với âm nhạc để chuyển tải ý tưởng của ông, cách làm phim này về sau đã trở thành phong cách đặc trưng của Vương Gia Vệ. Doanh thu phòng vé của A Phi chính truyện tại Hồng Kông là HKD $9.751.942 (một con số tiêu biểu cho các bộ phim nghệ thuật của Vương Gia Vệ) - hoàn toàn không tương xứng so với dàn diễn viên ngôi sao được quy tụ. Tuy nhiên, từ lúc ra đời cho đến nay, A Phi chính truyện luôn nằm trong top đầu danh sách những phim hay nhất do khán giả lẫn các nhà phê bình Hồng Kông bình chọn.

## Ý nghĩa tên phim
Bộ phim mang tên A Phi chính truyện, "Sự thật về A Phi", trong khi không có nhân vật nào tên "A Phi" trong phim. Thật ra, "A Phi" ("Phi" nghĩa là "Bay") ở đây được sử dụng như một danh từ chung - chỉ lớp thanh niên sống phóng túng, bốc đồng trong xã hội Trung Hoa. Bộ phim Rebel without a Cause (1955) khi được trình chiếu tại Trung Quốc cũng đã dùng tên hiệu này. Vương Gia Vệ gọi bộ phim là A Phi chính truyện, là muốn kể về "sự thật đằng sau" nhân vật phóng túng - bốc đồng của mình, ở đây là Yuddy. "A Phi" đã gợi lại những liên tưởng về James Dean của một thế hệ người xem ở Trung Quốc. Cũng vì vậy, sau bộ phim này, Trương Quốc Vinh hay được các nhà báo gọi là "James Dean châu Á".

## Âm nhạc
- Bài hát chủ đề: 何去何從之阿飛正傳 / "Choice" - Trương Quốc Vinh. Bài hát này có thể tìm thấy trong album "Beloved" (1996) của anh.
- 是這樣的 - Mai Diễm Phương - Bản tiếng Quảng Đông của bài hát chủ đề.
- Los Indios Tabajaras - Always in My Heart
- Los Indios Tabajaras - Maria Elena
- Xavier Cugat - El Cumbanchero
- Xavier Cugat - Jungle Drums (Orchestral)
- Xavier Cugat - My Shawl
- Xavier Cugat - Papa Loves Mambo
- Xavier Cugat - Perfidia
- Xavier Cugat - Siboney (Instrumental)
- Xavier Cugat - Maria Elena

## Giải thưởng và đề cử
- Giải thưởng Điện ảnh Hồng Kông lần thứ 10
  - Phim xuất sắc nhất
  - Đạo diễn xuất sắc nhất (Vương Gia Vệ)
  - Nam diễn viên xuất sắc nhất (Trương Quốc Vinh)
  - Chỉ đạo nghệ thuật xuất sắc nhất (Trương Thúc Bình)
  - Quay phim xuất sắc nhất (Christopher Doyle)
  - Đề cử: Nữ diễn viên xuất sắc nhất (Lưu Gia Linh)
  - Đề cử: Biên tập xuất sắc nhất (Đàm Gia Minh)
  - Đề cử: Kịch bản xuất sắc nhất (Vương Gia Vệ)
  - Đề cử: Nữ diến viên phụ xuất sắc nhất (Phan Địch Hoa)
- Liên hoan phim châu Á-Thái Bình Dương 1991
  - Đề cử: Nam diễn viên xuất sắc nhất (Trương Quốc Vinh)
- 1997 Golden Bauhinia Awards
  - Giải thưởng đặc biệt (Phim Hồng Kông xuất sắc nhất trong 10 năm trở lại)
- 2005 Giải thưởng Điện ảnh Hồng Kông lần thứ 24
  - 100 phim Trung Quốc xuất sắc nhất mọi thời đại (Hạng 3)
  - 100 phim Trung Quốc được yêu thích nhất mọi thời đại (Hạng 2)
- 2011 Liên hoan phim Kim Mã
  - 100 phim Trung Quốc xuất sắc nhất mọi thời đại (Hạng 4)

## Ngoài lề

Cảnh Húc Tử và Tô Lệ Trân áp mặt vào nhau phải được quay đến 39 lần

- A Phim chính truyện có một phim hài ăn theo là Days of Being Dumb (đặt theo tựa tiếng Anh Days of Being Wild) với sự tham gia của Lương Triều Vĩ. Vai diễn trong A Phi chính truyện với Lương Triều Vĩ là một bước ngoặt lớn trong sự nghiệp diễn xuất của mình.
- Đầu năm 2007, câu thoại của Trương Quốc Vinh "Tôi đã nghe về một loài chim không chân… Loài chim không chân cứ bay mãi, bay mãi trên bầu trời, và tựa vào cơn gió mỗi khi thấm mệt. Loài chim ấy chỉ đáp xuống một lần trong đời nó… Đó là khi chết đi" đã được bình chọn là lời thoại hay nhất trong lịch sử điện ảnh Trung Quốc.
- Cảnh Yuddy và Tô Lệ Trân nằm trên giường và áp mặt vào nhau phải diễn đến lần thứ 39 Vương Gia Vệ mới hài lòng.
- Cảnh Yuddy bảo Tô Lệ Trân nhìn vào đồng hồ mình đúng một phút để tán tỉnh cô, về sau đã được Chu Tinh Trì bắt chước lại một cách hài hước trong bộ phim "All’s well ends well".
- Sau bộ phim này, Trương Quốc Vinh bắt đầu được gắn với hình tượng "Cánh chim không chân" / "The bird without legs".
- Cảnh Yuddy quay lưng đi thẳng khi bị mẹ ruột mình từ chối gặp mặt, về sau đã được đưa vào cuối đoạn video tưởng nhớ Trương Quốc Vinh trong lễ tang của anh.